# Libido
Libido (sexualis) (Latijn: begeerte), geslachtsdrift of seksueel verlangen is een term die in de seksuologie wordt gebruikt om te verwijzen naar de mate waarin een persoon behoefte heeft aan seksualiteit. In bredere zin verwijst het begrip ook naar levenslust, het nastreven van plezier en liefde dat verder reikt dan seks. Onder invloed van Sigmund Freud en Carl Gustav Jung werd het begrip libido uitgebreid in de psychoanalyse.
Het seksueel verlangen wordt beïnvloed door biologische, psychologische en sociale factoren. Biologisch gezien reguleren de geslachtshormonen (voornamelijk testosteron, oestrogeen en dopamine) de geslachtsdrift bij mensen. Seksuele drift kan worden beïnvloed door sociale factoren zoals werk, gezin, sociale normen en de aanwezigheid van seksuele prikkels. Psychologische factoren zoals persoonlijkheid en stress spelen een rol, evenals medische aandoeningen, medicijnen, levensstijl, relatieproblemen en leeftijd.
Er kan onderscheid gemaakt worden tussen spontaan en responsief verlangen. Bij een spontaan verlangen hoeft geen (of weinig) moeite gedaan te worden om de seksuele behoefte op te wekken. Bij responsief verlangen heeft dit meer tijd nodig en moet de spanning soms al uren van tevoren langzaam opgebouwd worden om iemand tot seks te inspireren. Het responsief verlangen wordt meer aan vrouwen toegeschreven en het spontaan verlangen meer aan mannen. Dit ligt vermoedelijk aan biologische verschillen maar kan mogelijk ook komen door het gegeven dat er voor mannen in het dagelijks leven meer seksuele prikkels aanwezig zijn door bijvoorbeeld bloot in reclameposters en op televisie. Daarnaast speelt de interpretatie van deze prikkels een rol.
Vaak ontstaat de zin in seks niet geheel spontaan maar wordt deze in de loop van de dag opgebouwd. De seksuele spanning kan worden opgebouwd door in de loop van de dag affectie en aandacht aan elkaar te tonen waardoor men langzaam in de stemming komt. Ook het versterken van het gevoel van ontspanning, veiligheid en geborgenheid heeft een positief effect.

## Biologische en psychologische factoren
Het libido kan van persoon tot persoon sterk verschillen. De geslachtsdrift wordt in zekere mate bepaald door hormonen in het lichaam, waaronder de hoeveelheid testosteron. Verder draagt een gezonde levenstijl, zoals het eten van gezond voedsel, voldoende slaap en beweging bij aan een hoger libido. Met name roken leidt juist tot een lager libido.
Bij de mens wordt de seksuele activiteit echter in overwegende mate bepaald door cognitieve en affectieve factoren, door in de loop van het leven opgedane ervaringen, door attitudes en normen. Op grond hiervan is het ook te verklaren dat het menselijk seksueel gedrag een grote verscheidenheid vertoont. Emoties kunnen ook van invloed zijn op de libido: bij spanning, angst, stress of depressiviteit kan de libido verminderen of soms juist toenemen.

## Effect van leeftijd en geslacht

### Leeftijd
De libido kan in een mensenleven fluctueren. Vaak begint de zin in seks vlak voor de puberteit, in de leeftijd van 10 tot 12 jaar. In de puberteit geven jongens meer dan meisjes aan seksuele fantasieën te hebben. Bij mannen is de libido op zijn hoogtepunt in de tweede helft van hun tienerjaren en als begin twintiger en bij vrouwen als ze dertigers zijn. De libido neemt later in meerdere of mindere mate af, maar dat is niet altijd het geval. Ook tachtigplussers kunnen nog een sterk libido hebben.

### Menstruatiecyclus en menopauze
Bij vrouwen neemt het testosteronniveau in de loop van de cyclus toe en is rond de ovulatie (eisprong) het hoogste. Hierdoor is het libido van de vrouw het hoogst in de twee dagen voor de ovulatie tot twee dagen erna. Hierna daalt het niveau sterk en breekt een periode aan van laag libido. Ook neemt het progesteronniveau in de week na de ovulatie toe, waardoor sommige vrouwen moeite hebben om een orgasme te bereiken.
De menopauze heeft waarschijnlijk ook effect op het libido. Het oestrogeenniveau neemt af met een verlagend effect op het libido. Hierdoor neemt de vochtigheid van de vagina af waardoor seks vaker pijnlijk wordt en de zin afneemt. Het testosteronniveau neemt dan echter toe wat soms tot een verhoogd libido leidt.

### Verschil mannen en vrouwen
Uit een review van een groot aantal wetenschappelijke onderzoeken naar dit thema blijkt dat mannen gemiddeld meer behoefte aan seks hebben dan vrouwen, ongeacht de wijze waarop dit wordt onderzocht. Uit de onderzoeken volgt onder meer dat mannen vaker het initiatief nemen tot seks, minder vaak seks afwijzen, vaker spontane seksueel getinte gedachten en fantasieën hebben en vaker masturberen. Het (gemiddelde) verschil in het libido tussen mannen en vrouwen wordt ook wel eens de libidokloof genoemd.

## Afwijkend libido
Bij een sterk verhoogd libido spreekt men in het algemeen van hyperseksualiteit, bij mannen van satyriasis (v. Gr. saturos, een mythologisch halfmens, halfdier) en bij vrouwen van nymfomanie (v. Gr. numphè = meisje, mania = razernij). Sommige stoornissen kunnen de seksuele drang versterken, bijvoorbeeld manie en soms hyperthyreoïdie. Het libido kan ook verhoogd worden door een afrodisiacum. Bij virilisatie treedt vaak een verhoogd libido op.
Bij het ontbreken of verminderd aanwezig zijn van seksuele drang spreekt men van anafrodisie (van Grieks an = zonder, Aphrodite). Een gereduceerd libido kan geassocieerd zijn met een zinktekort.

## Psychoanalyse
Libido is ook een begrip uit de psychoanalyse. Dit begrip duidt dan bij Freud op de drijfveren die met de seksualiteit verbonden zijn en bij Jung op algemene levensenergie, de energie die de persoonlijkheid doet functioneren en zich in het bewustzijn manifesteert als streven, verlangen en willen. In de jungiaanse psychoanalyse bedoelt men met libido dus niet een fysische maar een psychische energie (zie Libido (Jung)).